# Percival Drayton
Pour les articles homonymes, voir Drayton.
Percival Drayton (25 août 1812 - 4 août 1865) est un officier de carrière de la marine américaine (US Navy). Il a servi dans l'escadre du Brésil (Brazil Squadron), l'escadre de la Méditerranée (Mediterranean Squadron) et en tant qu'officier d'état-major pendant l'expédition du Paraguay.
Pendant la guerre de Sécession, il commande les forces navales contre les forts confédérés défendus par son frère Thomas F. Drayton lors de la bataille de Port Royal. Il a servi en tant que capitaine de flotte dans l'escadron de blocage du golfe occidental (West Gulf Blockading Squadron) et a commandé le sloop-of-war USS Hartford pendant la bataille de Mobile Bay sous les ordres du contre-amiral David Farragut. C'est à Drayton que Farragut a donné son célèbre ordre : "Au diable les torpilles ! En avant toute !"

## Biographie

### Jeunesse
Drayton est né à Charleston, en Caroline du Sud, d'Anna Gadsden et de William Drayton, éminent avocat et représentant des États-Unis. Il a un frère aîné, Thomas F. Drayton. En 1833, la famille déménage à Philadelphie, en Pennsylvanie, à la suite de la crise de la Nulllification, William Drayton étant unioniste. Il est nommé président de la deuxième banque des États-Unis. Thomas, déjà adulte, reste en Caroline du Sud et devient un fermier prospère et un sénateur de l'État.
William Drayton est le descendant d'une grande famille de propriétaires terriens de Caroline du Sud. Dans les années 1770, son père William Drayton Sr. avait vendu ses propriétés en Caroline du Sud à son oncle John Drayton, après avoir été nommé dans les années 1770 juge en chef de la province de Floride orientale. La branche de John Drayton a consolidé les propriétés de Magnolia Plantation. Après la guerre d'Indépendance américaine, William Drayton, Sr. retourne en Caroline du Sud avec sa famille et devient un acteur politique de premier plan.

### Carrière militaire

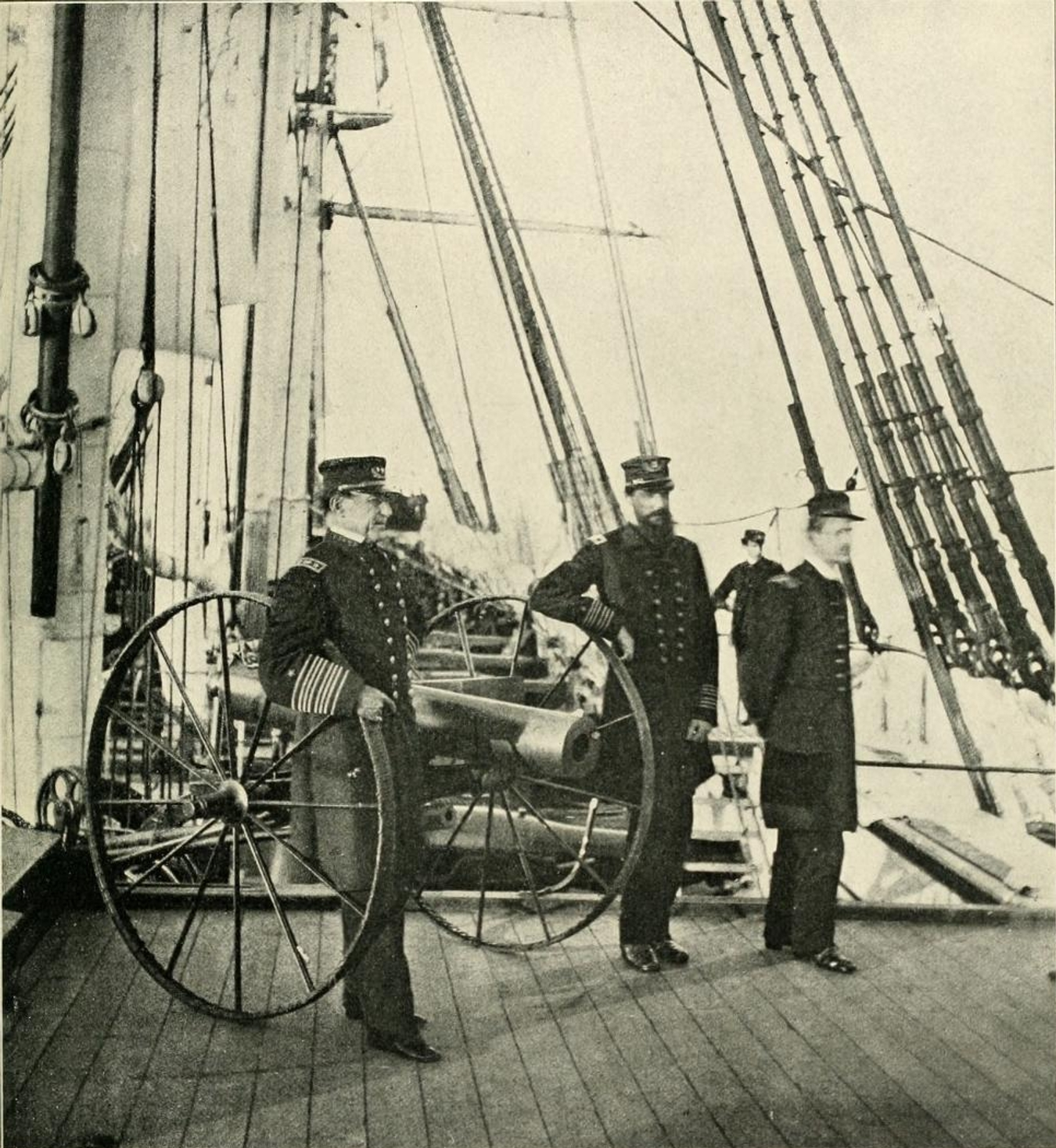
Le commandant David Glasgow Farragut et le capitaine Percival Drayton, chef d'état-major, sur le pont du, après la victoire dans la baie de Mobile, août 1864.

Percival Drayton est nommé aspirant (midshipman) dans la marine en décembre 1827. Il effectue deux périodes de service dans l'escadre du Brésil (Brazil Squadron), dans l'Atlantique Sud, de 1828 à 1830 et de 1839 à 1842. Il sert quatre fois dans l'escadre de la Méditerranée (Mediterranean Squadron), de 1831 à 1832, de 1835 à 1838, de 1849 à 1850 et de 1850 à 1852. Il effectue une mission dans l'océan Pacifique de 1842 à 1843 et une dans les Indes orientales de 1845 à 1848.
Pendant son séjour dans l'escadre du Brésil, stationnée à Rio de Janeiro, il sert comme aspirant à bord de la frégate Hudson. Il obtient le grade de lieutenant en février 1838 et sert à bord de la goélette Enterprise. Les deux années qu'il passe dans le Pacifique sont effectuées à bord de la goélette Yorktown et il est affecté à l'Observatoire naval des États-Unis (United States Naval Observatory) et au chantier naval de New York (New York Navy Yard).
Promu commandant en septembre 1855, Drayton sert comme officier d'état-major lors de l'expédition au Paraguay à bord de la frégate Sabine. En 1859, il retourne aux États-Unis et est nommé membre du jury d'examen de l'Académie navale des États-Unis (United States Naval Academy) à Annapolis, dans le Maryland. Au début de la guerre de Sécession, en 1861, il est affecté au chantier naval de Philadelphie (Philadelphia Navy Yard), où il dirige la construction et la rénovation des navires pour le service de guerre.
À l'automne 1861, Drayton est placé aux commandes de la canonnière USS Pocahontas; il participe à la prise de Port Royal, en Caroline du Sud. Son frère aîné Thomas F. Drayton, diplômé de West Point et camarade de classe de Jefferson Davis, avait démissionné lors de la sécession de la Caroline du Sud. Il était général de l'armée confédérée et commandait les forts détruits lors de cet engagement. Les forces de l'Union s'emparent de Hilton Head, Beaufort et Parris Island et les utilisent comme base pour poursuivre leurs opérations contre Savannah (Géorgie) et Charleston (Caroline du Sud).
Drayton devient commandant du sloop-of-war USS Pawnee et participe activement aux opérations côtières dans les eaux de Caroline du Sud, de Géorgie et du nord de la Floride pendant l'été 1862. Il est promu capitaine en juillet 1862. En septembre 1862, il se voit confier le commandement du navire cuirassé USS Passaic. Il supervise l'équipement du navire et travaille avec John Ericsson pour améliorer les éléments de la conception du monitor. En avril 1863, Drayton a commandé son navire dans le cadre d'une attaque de neuf cuirassés contre les forts McAllister et Sumter. L'attaque échoue et le conforte dans son opinion sur les limites du navire de type monitor pour une utilisation contre des fortifications bien défendues.
L'affectation suivante de Drayton est celle de surintendant de l'armement au New York Navy Yard. En décembre 1863, il entame une année en tant que capitaine de flotte auprès du commandant de l'escadron de blocus du golfe occidental (West Gulf Blockading Squadron), le contre-amiral David Glasgow Farragut. Il commande le navire-amiral de l'escadron, le grand sloop-of-war Hartford, et prend part à la bataille de Mobile Bay en août 1864 et aux opérations suivantes dans Mobile Bay. C'est à Drayton que Farragut adressa son célèbre commandement : "Au diable les torpilles ! En avant toute !".

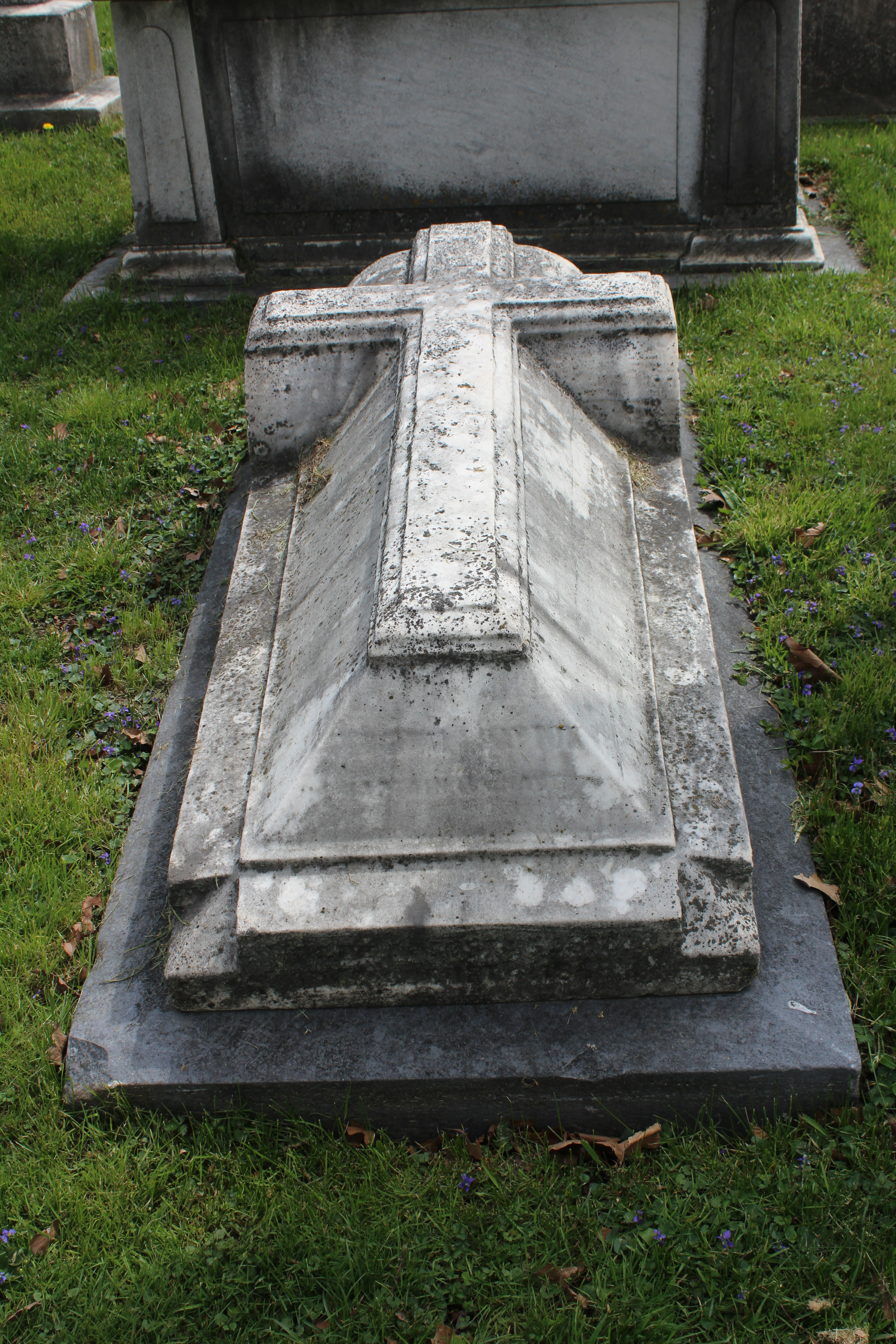
Pierre tombale de Percival Drayton au cimetière de Laurel Hill

Il est nommé chef du Bureau de la navigation (Bureau of Navigation) à la fin du mois d'avril 1865.
Drayton meurt d'une occlusion intestinale à Washington le 4 août 1865 et est inhumé au cimetière de Laurel Hill (Laurel Hill Cemetery) à Philadelphie, en Pennsylvanie.

## Honneur
La marine américaine a baptisé deux destroyers en l'honneur de Percival Drayton : 
- Drayton (Destroyer # 23, later DD-23) de 1910–1935[7]  ;
- Drayton (DD-366) de 1936–1946.